# Asociatia Sportivă Flacăra Moreni
CS Flacăra Moreni é uma equipe romena de futebol com sede em Moreni. Disputa a quarta divisão da Romênia (Liga IV).
Seus jogos são mandados no Stadionul Flacăra, que possui capacidade para 10.000 espectadores.

## História
O CS Flacăra Moreni foi fundado em 1922.